# Johann Ehl
Johann Ehl (* 8. Oktober 1940 in Bonnya, Ungarn) ist ein ehemaliger deutscher Fußballspieler, der zwischen 1968 und 1975 in der DDR-Oberliga, der höchsten Spielklasse im DDR-Fußball, für die BSG Stahl Riesa spielte.

## Sportliche Laufbahn
Seinen Weg im landesweiten DDR-Fußball begann Johann Ehl in der drittklassigen II. DDR-Liga. 1963, als die II. Liga eingestellt wurde, stieg er mit der Betriebssportgemeinschaft (BSG) Stahl Riesa in die DDR-Liga, ehemals I. DDR-Liga, auf. In den folgenden fünf DDR-Liga-Spielzeiten hatte Ehl stets einen Stammplatz bei den Riesaern, bei den 150 ausgetragenen Punktspielen wurde er 125-mal aufgeboten. In der Saison 1967/68 schaffte die BSG Stahl den Aufstieg in die Oberliga. Dort war sie zunächst in vier Spielzeiten vertreten, in denen Ehl nur bei einem Punktspiel fehlte. Nach anfänglichen Versuchen im Mittelfeld wurde er bald in der Regel als Verteidiger eingesetzt. 1970 wurde er erstmals zum Mannschaftskapitän bestimmt. Nach der Saison 1971/72 stieg Stahl Riesa wieder in die DDR-Liga ab, schaffte aber umgehend den Wiederaufstieg. Daran war Ehl in allen 22 Ligaspielen und in fünf der acht Aufstiegsspiele beteiligt, außerdem erzielte er insgesamt sechs Tore. Mit Stahl Riesa bestritt er noch zwei weitere Spielzeiten in der Oberliga. Seine letzte Oberligasaison absolvierte er 1974/75, in der er in der Hinrunde noch in zehn Punktspielen eingesetzt wurde, danach aber nur noch am 21. Spieltag zu seinem letzten Oberligaspiel antrat. Nachdem er noch eine Saison mit der 2. Mannschaft von Stahl Riesa in der DDR-Liga gespielt hatte, trat er im Alter von 36 Jahren vom Leistungssport zurück. In 13 Spielzeiten im höherklassigen Fußball hatte er 140 Oberligaspiele bestritten, dabei als Defensivspieler zwei Tore erzielt und war in der DDR-Liga 161-mal aufgeboten worden, wo er elfmal zum Torerfolg kam. 2012 wurde er vom Nachfolgeverein der Betriebssportgemeinschaft, der Ballsportgemeinschaft Stahl Riesa, zum Ehrenmitglied gewählt.